# William Blum
William Blum (Brooklyn, 6 de marzo de 1933-Virginia, 9 de diciembre de 2018), hijo de inmigrantes polacos, fue un escritor estadounidense y crítico de la política exterior de los Estados Unidos. 

## Biografía
Trabajó en el Departamento de Estado, donde a mediados de la década de 1960 llegó a ser empleado del año, organización que abandonó en 1967 debido a su oposición a la guerra de Vietnam. A mediados de los años 1970 trabajó en Londres con el exagente de la CIA Philip Agee. Agee escribió una crítica de las operaciones de la CIA en su libro Inside the Company: CIA Diary
Entre 1972 y 1973 vivió en Chile, desde donde informó sobre el «experimento socialista» del gobierno de Salvador Allende. 
Fue fundador y editor del Washington Free Press, uno de los muchos periódicos en la prensa alternativa que en las décadas de 1960 y de 1970 se opuso a la guerra de Vietnam. 
A finales de los años 1980 se trasladó a Los Ángeles para trabajar en un documental sobre la política exterior de los Estados Unidos basado en su libro Killing Hope. Trabajó junto a Oliver Stone, pero al final el proyecto no prosperó.
En su obra, Blum consagra una especial atención a las intervenciones y conspiraciones de la CIA. Blum se define como socialista y apoyó la campaña a la presidencia de Ralph Nader. Mensualmente hace circular un boletín informativo llamado "The Anti-Empire Report". La obra de Blum fue recomendada públicamente por gente como Noam Chomsky, Helen Caldicott y Oliver Stone.

## Las declaraciones deOsama bin Laden
A principios de 2006 (ver 19 January 2006 Osama bin Laden tape), Osama bin Laden difundió una grabación en la que expresamente citaba a Blum y recomendaba a todos los estadounidenses leer Rogue State: A Guide to the World's Only Superpower. Antes de la intervención de bin Laden el libro estaba situado en el puesto 209 000 en la lista de ventas de Amazon. El domingo siguiente, el libro se alzó a la posición 12. En un artículo publicado en mayo de 2006, titulado, Come Out of the White House With Your Hands Up, Blum escribió: «Desde la recomendación de bin Laden, el 19 de enero, no me han ofrecido ni una oferta para intervenir en ningún campus... A pesar de que enero-mayo es el período de mayor actividad para mí y otros conferenciantes».

## Citas
Entre 1945 y 2005, los Estados Unidos han intentado derribar más de 40 gobierno extranjeros, y aplastar más de 30 movimientos populistas-nacionalista que luchaban contra regímenes intolerables... En este proceso, los Estados Unidos causaron la muerte de varios millones de personas, y condenaron a otros tantos millones más a una vida de agonía y desesperación. (Rogue State: A Guide to the World's Only Superpower).

No importa lo paranoico o inclinado a creer en conspiraciones que  puedas ser, lo que el gobierno está en realidad haciendo es mucho peor de lo que imaginas. (Rogue State: A Guide to the World's Only Superpower).

Si yo fuera presidente, podría detener los atentados terroristas contra Estados Unidos en unos pocos días. Para siempre. Primero pediría perdón a todas las viudas y huérfanos, a los torturados y empobrecidos y a los muchos millones de otras víctimas del imperialismo estadounidense. Entonces anunciaría con toda sinceridad, a todos los rincones del mundo, que las intervenciones globales de los Estados Unidos de América se han terminado e informaría de que Israel ya no es el estado número 51 de EE. UU., sino que, de ahora en adelante (por extraño que parezca), es un país extranjero. Reduciría entonces el presupuesto militar al menos en un 90 % y usaría la cantidad ahorrada para pagar indemnizaciones a las víctimas y reparar el daño causado por los bombardeos de EE. UU. e invasiones. Habría dinero más que suficiente. ¿Sabes a lo que equivale el presupuesto militar de los Estados Unidos? Un año es igual a más de 20 000 dólares por hora por cada hora desde que nació Jesucristo. Esto es lo que haría en mis tres primeros días en la Casa Blanca. En mi cuarto día, sería asesinado.

## Muerte
Blum murió el 9 de diciembre de 2018 en Arlington, Virginia de insuficiencia renal terminal a la edad de 85 años después de estar con insuficiencia renal crónica en su departamento, dos meses antes.

## Libros
- 1986: The CIA: A Forgotten History (Zed Books) ISBN 0-86232-480-7
- 2000: Rogue State: A Guide to the World's Only Superpower (Common Courage Press) ISBN 1-56751-194-5
- 2002: West-Bloc Dissident: A Cold War Memoir (Soft Skull Press) ISBN 1-56751-306-9
- 2003: Killing Hope: U.S. Military and CIA Interventions Since World War II, revised edition (Common Courage Press) ISBN 1-56751-252-6
- 2004: Freeing the World to Death: Essays on the American Empire